# Gogland
Gogland (en rus: Гогланд; en suec: Hogland; en finès: Suursaari, en alemany: Hochland) és una illa del golf de Finlàndia, a l'est de la mar Bàltica, a uns 180 km a l'oest de Sant Petersburg i a 35 km de la costa de Finlàndia. Té una superfície d'uns 21 km², amb una llargada d'11 km i una amplada de fins a 2,5 km. El seu punt més alt és de 173 msnm. Pertany al districte de Kingiseppsky de Rússia a l'oblast de Leningrad. Hi ha dos fars a l'illa, al sud i nord de l'illa.